# Stazione di Bellinzona
La stazione di Bellinzona è la principale stazione ferroviaria che dal 1874 serve l'omonima città svizzera.

## Strutture e impianti
È posta sulla ferrovia del Gottardo ed è la fermata principale sugli assi regionali Bellinzona-Chiasso e Bellinzona-Locarno, che tuttavia si diramano dalla prima alcuni chilometri più a sud, alla stazione di Giubiasco.
Per i treni nazionali IC e internazionali EC a lunga percorrenza e alta velocità, si tratta della prima stazione da nord dopo il passaggio del tunnel di base del San Gottardo e dell'ultima prima d'immettersi nello stesso provenendo da sud, ricoprendo così un ruolo centrale lungo il nuovo asse ferroviario ad alta velocità del Gottardo.
Per far fronte all'aumento della capacità della linea nord-sud, reso possibile grazie ad AlpTransit, la stazione è stata sottoposta a completo restauro dagli architetti Snozzi Luigi e Mauro Malisia, e re-inaugurata sabato 15 ottobre 2016. Il progetto di sviluppo, una volta implementato integralmente, prevede che dalla stazione si sviluppi un centro intermodale dei trasporti regionale, onde consentire un agevole interscambio tra linee ferroviarie e automobilistiche, nonché l'aggiunta di una fermata dedicata al traffico regionale in piazza Indipendenza.

## Movimento

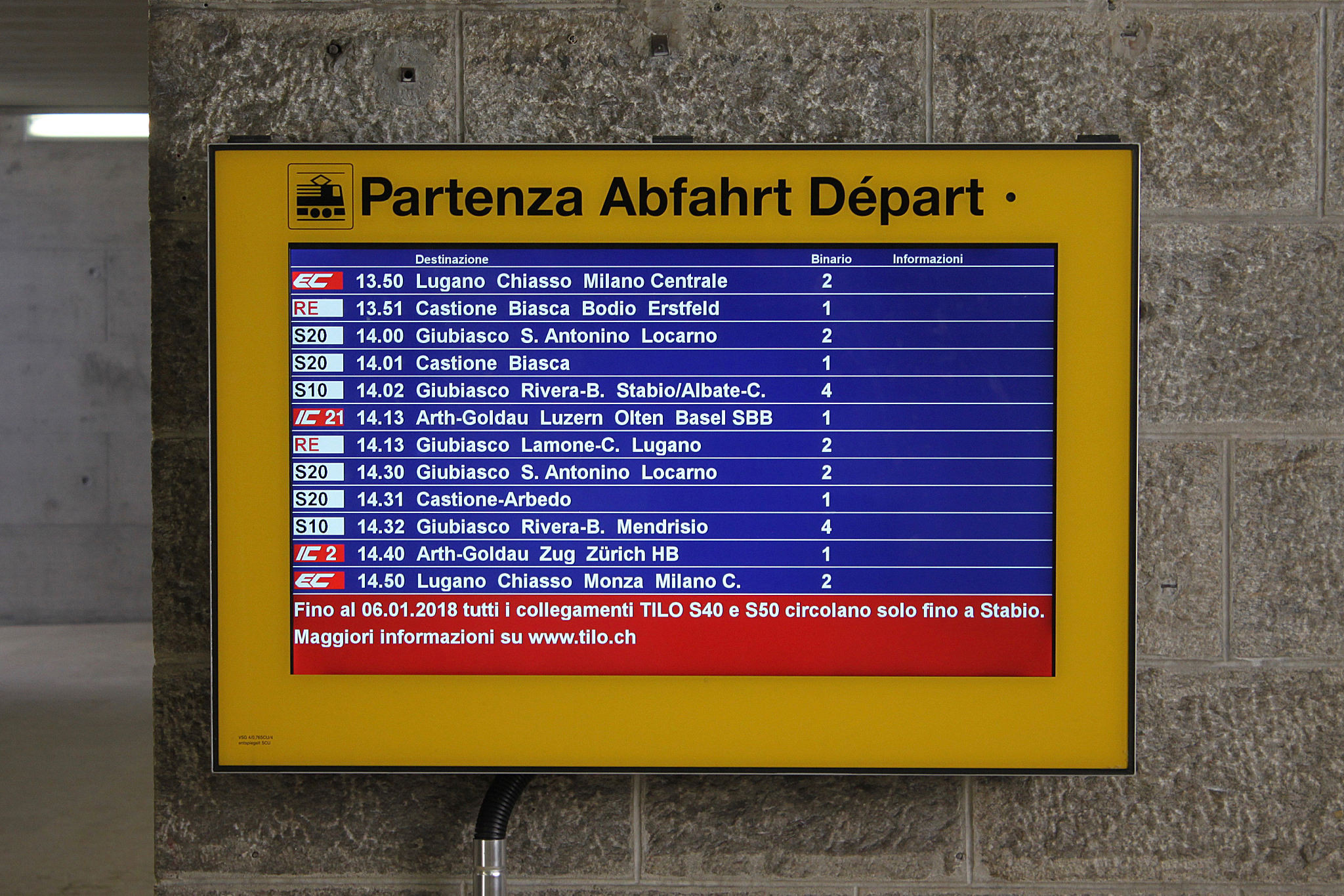
Schermo indicante i treni in partenza nel dicembre 2017 (periodo d'orario 10 dicembre 2017 - 8 dicembre 2018).

La stazione è servita da due linee InterCity (Zurigo HB - Zugo - Arth-Goldau - Bellinzona - Lugano e Basilea - Olten - Lucerna - Arth-Goldau - Bellinzona - Lugano), da una EuroCity operata con materiale ETR 610 (Zurigo HB - Zugo - Arth-Goldau - Bellinzona - Lugano - Chiasso - Como - Monza - Milano Centrale e Lucerna - Arth-Goldau - Bellinzona - Lugano - Chiasso - Como - Monza - Milano) e da varie linee regionali, tra le quali quattro della rete celere ticinese.

## Il disastro di San Paolo
La mattina del 23 aprile 1924, alla stazione di smistamento di S. Paolo, presso Bellinzona, 2 treni rimorchiati da due locomotive si scontrarono. Il disastro causò 15 morti e molti feriti · .